# Опчеваць
45°43′ пн. ш. 16°33′ сх. д. / 45.72° пн. ш. 16.55° сх. д.
Опчеваць (хорв. Općevac) — населений пункт у Хорватії, у Б'єловарсько-Білогорській жупанії у складі міста Чазма.

## Населення
Населення за даними перепису 2011 року становило 116 осіб.
Динаміка чисельності населення поселення: